# Молозина, Зинаида Мелентьевна
Зинаида Мелентьевна Молозина (10 октября 1922, Дмитриевский, Воронежская губерния — 12 марта 1999, Дмитриевский, Воронежская область) — тракторист колхоза имени Ильича Нижнедевицкого района (1942—1977). Одна из первых трактористок Воронежской области. Герой Социалистического Труда (1971).
Ей и её трактору посвящена песня «Трактор на граните» — это её трактор «Универсал-2» установлен памятником на площади в Нижнедевицке.
Является прототипом главной героини повести Анатолия Санжаровского «Жених и невеста».

## Биография
Родилась 10 октября 1922 года в хуторе Дмитриевский (ныне — в Нижнедевицком районе Воронежской области) в крестьянской семье. Русская.
Трудовую жизнь начала в 1937 году рядовой колхозницей Колхоза им. Ильича.
Ещё до войны работала вначале прицепщицей и научилась управлять трактором «Универсал», самостоятельно пахала Незнамовское поле под зябь.
С началом Великой Отечественной войны, когда механизаторы местной МТС ушли на фронт, в ноябре 1941 года в числе группы из пяти девушек была направлена колхозом на курсы механизаторов, организованных в соседнем селе Синие Липяги.
С апреля 1942 года работала на тракторе в поле.
10 июля 1942 года был получен приказ уводить трактора за Дон, так как немец подошёл уже близко. Но уйти не успели — на утро у переправы у хутора Гремячий девушки заметили немецкие танки и решили спасти трактора. Эта история в разных источниках имеет различные версии. Уже после войны журналист спрашивал у самой З. М. Молозиной о том случае:

И вот сейчас, сидя в горнице Зинаиды Мелентьевны, я решил установить истину: как же все это было?
 — Да так, — сложив на переднике руки, задумчиво улыбнулась она, — не было у меня ничего такого… Ну, геройского, что ли. Два мотора, это верно, успели мы с девчатами утащить в кусты. Обернули в промасленную мешковину, вырыли ямку поглубже да и спровадили туда. Если б вы знали, как они потом пригодились нам! На вес золота была тогда каждая часть к трактору, а уж про моторы и толковать нечего.— 
Как только захватчиков выгнали, трактора восстановили, и Молозина одной из первых выехала пахать освобожденную землю. 9 мая 1945-го встретила в поле.
Первое время работала на тракторе «Универсал», и когда переходили на новые трактора, а старые шли на запчасти и металлолом, упросила председателя оставить один «Универсал» и в счёт премии переписать на неё — этот трактор хорошо сохранился, в мастерской механизаторы приспособили его для заточки культиваторных лап.

"Молодая девушка, но опытная трактористка, Зинаида Мелентьевна Молозина управляет рулём мощной машины «НАТИ».— Синелипяговская районная газета «За коммунизм» 3 июля 1945 года
После войны работала на тракторах, только на один год перейдя в доярки когда была беременной дочкой.
С 1965 года на тракторе Т-38 возделывала сахарную свеклу, получала больше чем по триста центнеров «сладких» корней с гектара.
В 1966 году награждена орденом «Знак Почёта»
В 1971 году принята в члены КПСС. В том же году удостоена звания Герой Социалистического Труда.

Свекла Мелентьевны признана в районе лучшей. По качеству ухода и густоте насаждений. Обратили внимание, как точен у трактористки глаз и как уверенна рука? Не найдете ни корня, поврежденного при рыхлении. Мелентьевна может и километр, и два, и пять вести машину, как по струнке.— Сельский календарь, 1973
В 1977 году вышла на пенсию.
Умерла 12 марта 1999 года в селе Дмитриевка Нижнедевицкого района.

## Награды
Герой Социалистического Труда (08.04.1971), звание присвоено за высокие показатели урожайности сахарной свеклы. Медаль Золотая Звезда № 16258, орден Ленина № 411036.
Орден «Знак Почёта», медаль «За доблестный труд, в ознаменование 100-летия со дня рождения В. И. Ленина».
Дважды отмечена знаком «Победитель социалистического соревнования», а также знаком «Отличник социалистического соревнования сельского хозяйства РСФСР».

## Память
Именем Зинаиды Молозиной названа улица на хуторе Дмитриевский Нижнедевицкого района Воронежской области. В 1999 году на доме № 20 была установлена мемориальная доска.

### «Трактор на граните»
Трактор «Универсал-2», на котором работала З. М. Молозина, установлен как памятник на площади села Нижнедевицка, с надписью: «Заслужил и честь, и славу трактор-дедушка по праву!».
Трактор-памятник был установлен 7 ноября 1967 года к 50-летию Октября, и хотя имя трактористки никак не обозначено на памятнике, он известен именно как «Трактор Мелентьевны».

Кто-то вспомнил про старенький допотопный трактор «Универсал», ржавеющий возле одной из сельских кузниц. Вспомнили и хозяйку заброшенной машины — в годы войны с риском для жизни она спрятала свой «Универсал» от фашистов, затем, после освобождения, отремонтировала его и ещё много лет пахала на нем колхозную землю.

В красной кумачовой косынке, как в далекие годы молодости, Зинаида Мелентьевна вела обновленный «Универсал» к месту вечной стоянки — гранитному пьедесталу.— Журнал «Наш современник»
По словам самой Молозиной — это не её трактор, но такой же — когда старые трактора отправляли на запчасти, она упросила председателя колхоза вместо премии отдать ей этот «Универсал», у мотора которого «звук поглуше», чтобы вернуть этот трактор (хотя там только двигатель был от довоенного трактора) его довоенному хозяину — трактористу Ване Бухтоярову, который призывал девчонок на трактор, а в войну служил танкистом:

— Просил меня Ваня, уходя на фронт, лично поглядывать за его машиной, а я только один мотор от неё сберегла. Ну, коли так, — это директор-то мне, — ступай, Зинаида, принимай машину. И сегодня же отпиши нашему танкисту, что его «Универсал» по-прежнему в боевом строю…

Зинаида Мелентьевна в который раз оправила несуществующие складки на хрусткой, безукоризненно выглаженной скатерти, вздохнула:
— Не дождались мы с войны Ваню. Одиннадцати трактористов не дождались. А девчонки, которые их заменили, так и остались на тракторах.— З.М. Молозина
Истории о тракторе-памятнике и трактористке З. М. Молозиной посвящена песня «Трактор на граните», слова поэта Г. Я. Луткова, музыка К. И. Массалитинова.

По земле проходят поколенья, И земля их подвиги хранит.

Есть в краю воронежском селенье, Где поставлен трактор на гранит.

Иногда сюда на зорьке красной Женщина приходит, как родня.

Говорит ему негромко: Здравствуй! Как ты тут, почётный, без меня?…— слова песни «Трактор на граните»
Известно, что на протяжении многих лет, весной и летом бывая в райцентре, Молозина привозила с собой полевые цветы и клала их под колёса трактора: «Чтоб не скучал по полю!».
Позже ей была посвящена ещё одна песня, но уже с прямым указанием её имени в тексте — «Зинаида, свет Мелентьевна» (слова О. Ф. Шевченко, музыка Г. Т. Ставонин).

Доброй славой жизнь её отметила,
 Породнила с долей трудовой.
 Неразрывна Зинаида-свет-Мелентьевна
 С этим полем, с этою землей.— слова песни «Зинаида, свет Мелентьевна»

### В литературе
Зинаида Мелентьевна Молозина является прототипом главной героини повести Анатолия Санжаровского «Жених и невеста» трактористки Марьяны Михайловны Соколовой. Повесть вышла в сборнике «От чистого сердца» в издательстве «Молодая гвардия» в 1985 году.

Моя повесть — о воронежской крестьянке. О знатной трактористке Зинаиде Мелентьевне Молозиной. Я встречался с нею в селе Острянка под Нижнедевицком, на её поле. Был потом мой очерк в журнале «Сельский механизатор». И именно на поле Молозиной у меня родилась мысль написать художественную повесть о женщинах-механизаторах. Свою главную книжную героиню я лепил с доброго десятка сельских воронежских трактористок. В повесть вошли и многие факты из жизни Зинаиды Мелентьевны.— Анатолий Санжаровский